# ヒラギノ

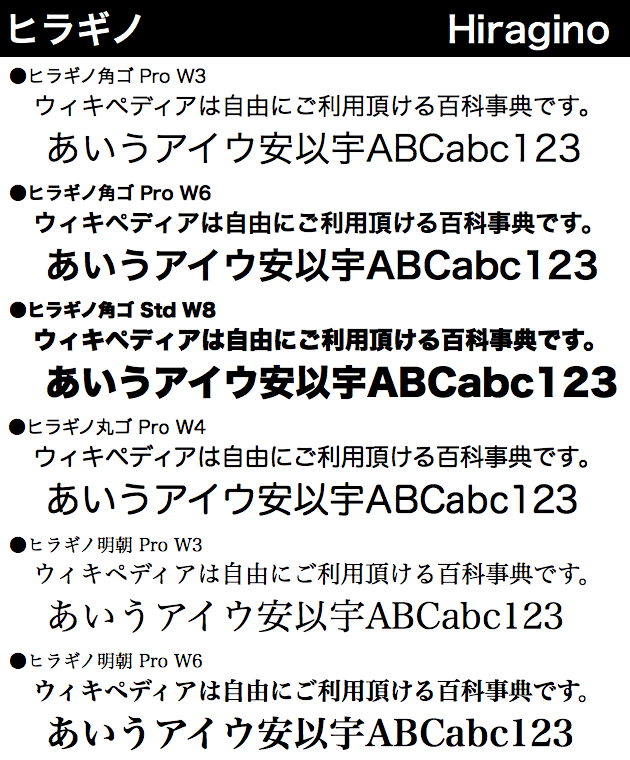
macOS付属のヒラギノフォントの書体見本。

ヒラギノ (Hiragino) は、1993年に大日本スクリーン製造（当時。ヒラギノフォントに関する事業・権利はSCREENグラフィックソリューションズが承継）がプロ向けデジタルフォントとして販売開始した書体ファミリーで、主要な書体は字游工房がデザインした。AppleのmacOSとiOS, iPadOSに標準搭載され、それらプラットフォームの標準日本語フォントになっている。日本語書体としては明朝、角ゴシック、丸ゴシック、行書、仮名専用書体があり、このほかに簡体字と繁体字双方の中国語版角ゴシックがある。
ヒラギノの名は京都の地名である柊野（ひらぎの）に由来する。

## 歴史

### コンセプト
1989年、本文書体を作りたいとの思いから鈴木勉、鳥海修、片田啓一の3人によって字游工房が設立された。翌1990年に大日本スクリーンからベーシックな本文書体を共同開発する提案があり、字游工房側は「二つ返事で」引き受けた。フォント開発には多額の費用がかかるところ、当初、明朝・ゴシックに加えて隷書・楷書など全部で50書体を開発する構想があったことから、字游工房ではチャートを使って既存書体を分析した。その結果「若々しい」「さわやか」「クリア」というイメージの書体を目指すことにし、特に「若々しい明朝体」が市場にないことが意識された。大日本スクリーンが初めて出す書体ということもあり初々しくてよいとも考えたという。大日本スクリーンが印刷・画像処理機器のメーカーであることから、カタログやビジュアル雑誌向けに適した本文書体とし、写真などとの混在を前提に文字の濃度・黒みにムラが出ないようにすることとした。
大日本スクリーン側は「何十年も使い続けられる本格的かつベーシックな書体」、「既存のいかなる書体とも違う表情を持った競争力のある書体」であることを望んだ。大日本スクリーンは、書体デザイナーとして名の知られた鈴木勉個人を前面に出してヒラギノ明朝体を宣伝したいと要望したが、鈴木本人がこれを拒み「字游工房デザイン」とすることになった。

### ヒラギノショック
ヒラギノが一応の完成を見た頃、Mac OS Xに標準搭載する話が舞い込む。1書体九千数百字を2万字に拡張することが求められ、1年から1年半ほどの間に5万字を新たに制作することになった。2万字の字種が固まっていないため、作った文字が不要になったり、再度必要になったりすることがしばしばあり、とにかく大変だったと鳥海修は振り返っている。
2000年2月16日、Mac OS Xへのヒラギノ標準搭載が発表される。この日、MACWORLD Expo/Tokyo 2000のキーノートスピーチでスティーブ・ジョブズが画面いっぱいに映し出したヒラギノ明朝体W6の「愛」を指さし「クール」と言った。鳥海は著書などでこのことを印象深い思い出としてたびたび語っている。
Mac OS XがヒラギノOpenTypeを標準搭載するという知らせは、特にDTPにおいてLaserWriter II NTX-J以来、モリサワ書体を事実上の標準あるいは前提としてきたことからの転換（を迫る可能性があること）、また高品位印字のためにプリンタフォントを必要とする従来の在り方を変革するものと受け止められ、ヒラギノショックとも称された。
ヒラギノは、明朝体の発売から12年、Mac OS X搭載から4年経った2005年、グッドデザイン賞（コミュニケーションデザイン部門）を受賞した。
2010年からは、モリサワの年間ライセンス・MORISAWA PASSPORTを通じた提供が始まった。

### おりぜ社への制作委託
2019年3月27日、ヒラギノの権利を保有するSCREENグラフィックソリューションズ（SCREEN GA）は、新たな文字制作体制を関係各社と構築中であると明らかにした。同年9月12日、SCREEN GAは「合同会社おりぜ」にヒラギノフォントの文字制作を委託する業務提携契約を締結したと発表した。おりぜ社は、1994年から2009年まで字游工房に在籍したタイプデザイナー・岡澤慶秀（おかざわ よしひで）が代表を務めるタイプデザイン会社。岡澤はこの時点までに「ヒラギノUD角ゴ・丸ゴ」「ヒラギノ角ゴ W0」などの制作に従事している。

### 千都フォントライブラリー
京都に所在する大日本スクリーンは、文字文化の多くの起源が京都にあるとして「千年の都京都」にちなみ自社オリジナルフォントを千都フォントライブラリーと名付けた。
千都フォントライブラリーには、ヒラギノフォントの他に三宅康文デザインによる「ダイゴ」「ケアゲ」「オイケ」の3書体と「フナオカ丸ゴシック体」「キョウゴク角ゴシック体」があった。「ダイゴ」「ケアゲ」「オイケ」の3書体は後にファンシー書体集として提供され、2016年以降は特注商品となっている。
印刷史研究会が近代の鋳造活字をオリジナル通りに覆刻した「日本の活字書体名作精選」も千都フォント仮名書体集として2004年3月に発売された。
2006年には、凸版印刷・字游工房・大日本スクリーンのコラボレーションプロジェクトから生まれた「こぶりなゴシック」が「ヒラギノフォント」に続く千都フォントライブラリーの新書体として発売された。
2010年代半ば以降、ウェブサイト・サポート窓口の名称などで、次第に「千都」にかわって「ヒラギノ」を前面に押し出すようになった。2013年に開設されたヒラギノフォント総合情報サイト screen-hiragino.jp では「ファンシー書体集」「日本の活字書体名作精選」もヒラギノフォントのラインアップに加えられている。

## フォント形式と流通形態
現行製品はmacOS / Windows NT系対応のOpenType（otf形式=PostScriptベース）で、ダウンロード販売される。パッケージ販売は2020年3月に終了した。過去にはClassic Mac OS対応のOCF、CID、Windows対応のttc形式（TrueTypeベース）が販売された。形式ごとにそれぞれフォント名が異なる。TrueTypeの等幅フォント以外は、すべてプロポーショナルフォントになっている。

### 購入・年間ライセンス
Macで標準インストールされない書体を導入する場合とWindowsで利用する場合は、買い切り製品か、MORISAWA PASSPORTの契約が必要となる。

### Macの標準搭載書体
OS X El Capitan（10.11）で、フォントファイルサイズの圧縮のためOpenType Collection化（OTC化）が行われた結果、アウトラインデータはProN/StdNフォントのものに統一され、Pro/Stdフォントはそのデータを参照する（JIS2004字形とJIS90字形の使い分けについては従来通り）。この処理によりFont Bookやフォントパネルに表示されないフォント名がある。
Mac OS X v10.0以降、以下のPro/Stdフォントがインストールされる。
- ヒラギノ角ゴ Pro W3
- ヒラギノ角ゴ Pro W6
- ヒラギノ角ゴ Std W8
- ヒラギノ明朝 Pro W3
- ヒラギノ明朝 Pro W6
- ヒラギノ丸ゴ Pro W4

Mac OS X v10.5では、JIS X 0213:2004の例示字形を標準とする以下のProN/StdNフォントが追加された。
- ヒラギノ角ゴ ProN W3
- ヒラギノ角ゴ ProN W6
- ヒラギノ角ゴ StdN W8
- ヒラギノ明朝 ProN W3
- ヒラギノ明朝 ProN W6
- ヒラギノ丸ゴ ProN W4

Mac OS X v10.6では、簡体字中国語フォントとして、以下のフォントが追加された。
- Hiragino Sans GB W3
- Hiragino Sans GB W6

OS X El Capitanでは、角ゴシック体がW0〜W9の10ウエイトとなり、以下のフォント名（英語名）として追加されている。
- ヒラギノ角ゴシック W0 (Hiragino Sans W0)
- ヒラギノ角ゴシック W1 (Hiragino Sans W1)
- ヒラギノ角ゴシック W2 (Hiragino Sans W2)
- ヒラギノ角ゴシック W3 (Hiragino Sans W3)
- ヒラギノ角ゴシック W4 (Hiragino Sans W4)
- ヒラギノ角ゴシック W5 (Hiragino Sans W5)
- ヒラギノ角ゴシック W6 (Hiragino Sans W6)
- ヒラギノ角ゴシック W7 (Hiragino Sans W7)
- ヒラギノ角ゴシック W8 (Hiragino Sans W8)
- ヒラギノ角ゴシック W9 (Hiragino Sans W9)

macOS Sierraでは、繁体字中国語フォントとして、以下のフォントが追加された。
- Hiragino Sans CNS W3
- Hiragino Sans CNS W6

### iPhone、iPadの標準搭載書体
iPhone、iPod touch、iPadには、以下のフォントが標準インストールされる。
- HiraKakuProN-W3（「ヒラギノ角ゴ ProN W3」のPostScript名[17]）
- HiraKakuProN-W6（「ヒラギノ角ゴ ProN W6」のPostScript名[17]）

iOS 4では、以下のフォントが追加された。
- HiraMinProN-W3（「ヒラギノ明朝 ProN W3」のPostScript名）
- HiraMinProN-W6（「ヒラギノ明朝 ProN W6」のPostScript名）

iOS 11では以下のフォントが追加された。
- HiraMaruProN-W6（「ヒラギノ丸ゴ ProN W4」のPostScript名）

### 一太郎のバンドル書体
- 一太郎2012 - 2012年2月発売の『一太郎2012 承』のプレミアム/スーパープレミアムにotf形式フォント6書体がバンドルされた[18]。Mac OS X v10.5以降に標準インストールされているProN/StdNフォントとほぼ同等のもの。
  - ヒラギノ明朝 ProN W3/W6
  - ヒラギノ角ゴ ProN W3/W6/StdN W8
  - ヒラギノ丸ゴ ProN W4
- 一太郎2015 - 2015年2月6日に発売された『一太郎2015』プレミアム/スーパープレミアム 30周年記念パックに、UDフォントが2書体バンドルされた。
  - ヒラギノUD角ゴ StdN W3/W6

### 収録字数
現行日本語書体（otf形式）では、Adobe-Japan1-3に準拠するStd書体は9354グリフを、同じくStdN書体は9499グリフを収録する。
macOSの最初の正式版Mac OS X v10.0から搭載される6書体は「基本6書体」と呼ばれる。このうち、ヒラギノ角ゴ W8を除くヒラギノ明朝 W3/W6・ヒラギノ角ゴ W3/W6・ヒラギノ丸ゴW4の5書体には、2001年から収録字数を拡張したフォントが用意されている。
Adobe-Japan1-5に準拠するPro書体は2万0317グリフを収録し、同じくProN書体は2万0327グリフを収録し、JIS X 0213や「表外漢字字体表」に含まれる全文字をカバーする。前述の5書体に加えヒラギノ明朝 W2（Proとして2002年から）とヒラギノ角ゴW1/W2/W4/W5（2017年）にもProNフォントがある。他社製品のPro/ProNフォントがAdobe-Japan1-4仕様であるのに対して、現行のヒラギノPro/ProNフォントは他社製品でいうPr5/Pr5Nフォントに相当する。
Upr書体は、共同通信社が新聞報道用に独自に定めた文字セットU-PRESSの1万5257グリフを収録する。
Pr6N書体は、Adobe-Japan1-7の2万3060グリフを収録し、JIS X 0221、U-PRESSの文字をカバーする。
ヒラギノ角ゴ 簡体中文は、中国国家規格GB 18030に定められた2万8522字すべてを含むAdobe-GB1-4の2万9064字のグリフセットを収録する。ヒラギノ角ゴ 簡体中文 Stdは7967字でGB 2312に対応したAdobe-GB1-0に準拠する。
ヒラギノ角ゴ 繁体中文は、Adobe-CNS1-6の1万9156字のグリフセットを収録する。

## 各書体の概要

### ヒラギノ明朝体
字游工房の設立後最初に商品化された書体。1990年にデザインが始まり、1993年に発売された。W2/W3/W4/W5/W6/W7/W8の7ウエイトがある。ビジュアル重視のファッション誌や広告で使われるような「都会的でクールなイメージ」にデザインされたこの書体には、スタッフの力が総動員された。鈴木勉が全体を監修し、社員全員とアルバイトで漢字をデザインした。仮名のデザインは鳥海修が担当し、モダンに感じられた平安朝の連綿仮名を手本にしたという。

### ヒラギノ角ゴシック体
1994年に発売された。W0/W1/W2/W3/W4/W5/W6/W7/W8/W9の10ウエイトがある。ヒラギノ明朝体との混植を目的とした書体。ふところ（字画に囲まれた空間）をやや広くとったモダンな面と、起筆や終筆を太くしたり仮名の大きさに抑揚を持たせたりするオーソドックスな面を併せ持つ。この書体のデザインには、手作業で下書きをし、アウトラインの生成から仕上げはMacintoshで行うという手法がとられた。大日本スクリーンが商品化を急いだことが背景にあるが、以降仕上げをコンピュータで行うことが一般化した。前述の通り、AppleのmacOSおよびiOSの日本語システムフォントにも採用されている。
2010年12月からNEXCO3社が、高速道路に設置する案内標識の和文部分の書体として従来の「和文公団文字」にかえて「ヒラギノ角ゴシック体 W5」を使用している。やや平体化する加工と若干の太らせ加工が加えられており、W6に近い太さとなっている。

### ヒラギノ行書体
毛筆耕の田中馨の元字を字游工房が監修・プロデュースする形で制作され、1996年に販売が開始された。W4/W8の2ウエイトがある。見出し用の太い筆書系書体は当時あまりなかったことから、特太のW8の制作が先行した。田中は、一度も筆で書いたことがなく、書道字典にもない第2水準の漢字に苦労したという。

### 游築五号仮名、游築36ポ仮名
游築五号仮名、游築36ポ仮名は1998年、同時に発売された。いずれもヒラギノ明朝体と同じ7ウエイトがある。東京築地活版製造所の活字築地体をベースに、ヒラギノ明朝体とマッチするように新たな着想が加えられた仮名書体。ヒラギノ明朝体のオールドスタイルの仮名と位置づけられる。名称の游築は、字游工房と築地の合成。和文の金属活字は、種字彫刻師が文字の原寸で手彫りする父型を基にするため、サイズによってそれぞれ異なるデザインがなされていた。

#### 游築五号仮名
後期五号と呼ばれる本文用活字の系統に属するものを翻刻したもの。五号は10.5ポイントに相当する。鳥海修によるデザイン。活字書体設計師・今田欣一によると、鳥海は岡本米藏著『簞笥』（1917年）と帝國軍人敎育會『震天動地 世界大戰史』を資料にしたという。鳥海は「修正時の心構えとしては、書道でいうところの意臨に近いものであって、双鉤塡墨の復刻ではなく傾きや黒さ、個々の大きさの調整まで行った」と述べている。

#### 游築36ポ仮名
見出し用の36ポイント活字を翻刻したもの。鈴木勉によるデザイン。鈴木は写研時代に秀英体初号活字を写植文字盤化した「秀英明朝（SHM）」の仮名の覆刻に従事している。SHMの仮名では清刷りを拡大して墨入れや修正を施しオリジナルの再現を重んじたのに対し、游築36ポ仮名では活字の雰囲気を残しつつヒラギノ明朝体W8とW3に合わせて新たに書き起こし、間のウエイトを補間することでウエイト展開するという手法をとった。

### ヒラギノ丸ゴシック体
2001年にW4がMac OS Xに搭載され、2002年に発売された。ヒラギノ角ゴシック体をベースに、丸ゴシックらしさのために柔らかい感じを出すなどの調整が施されている。W2/W3/W4/W5/W6/W7/W8の7ウエイトがある。2022年10月にW7が発売された。

### ヒラギノ角ゴAD仮名
ヒラギノ角ゴシック体と組み合わせて使う仮名専用書体で、標準仮名と違い大きさがほぼ一定したデザイン。ヒラギノUD角ゴFに含まれる仮名の基になった。2004年発売。W1/W2/W3/W4/W5/W6/W7/W8/W9の9ウエイトがある。

### ヒラギノUD書体
ユニバーサルデザインに対応した角ゴシック・丸ゴシック・明朝体。視認性に加え、可読性を重視したコンセプトで、2009年に発売された。それまでのヒラギノ書体よりも横線・払い・濁点など「文字における線同士の間隔や幅」を調整し、小さいサイズでも視認性を保てるように設計されている。欧文はいずれもヒラギノUD書体独自のデザインで、各ウエイトとも文字幅を共通にしている。UD角ゴ・UD角ゴF・UD丸ゴのウエイトはW3/W4/W5/W6の4ウエイト、UD明朝はW4/W6の2ウエイト。UD角ゴFのFは“Flat” “Fine”を意味し、漢字と仮名の字面をほぼ一定にし、明るくすっきりしたデザインを意図している。

### こぶりなゴシック
ヒラギノ角ゴシック体をベースに小さめにした漢字と、游築五号仮名の骨格をベースにした仮名を組み合わせた。写植と同じように使える書体がないとの声に応えて開発され、仮名には可能な限り丸みを持たせた。凸版印刷・字游工房・大日本スクリーンのコラボレーションプロジェクトにより2001年に制作された書体で、当初は事実上凸版印刷の専用書体であった。2006年発売。W1/W3/W6の3ウエイトで発売され、2021年にW9が追加された。2006年の発売当初は「『ヒラギノフォント』に続」く書体としてヒラギノとは別に扱われていたが、2010年にヒラギノがMORISAWA PASSPORTを通じて提供されることになった際には「ヒラギノフォント」に含まれている。

### ヒラギノ角ゴ オールド
金属活字の初号ゴシック（1931年5月の『藤田活版製造所・ボックス式鋳造初号ゴシック』見本帳）を基にデザインされた字游工房の仮名書体「游築初号ゴシックかな」ファミリーに、ヒラギノ角ゴシックの漢字や欧文などを組み合わせ総合書体としたもの。2011年発売。W6/W7/W8/W9の4ウエイトがある。

### ヒラギノ角ゴ 簡体中文

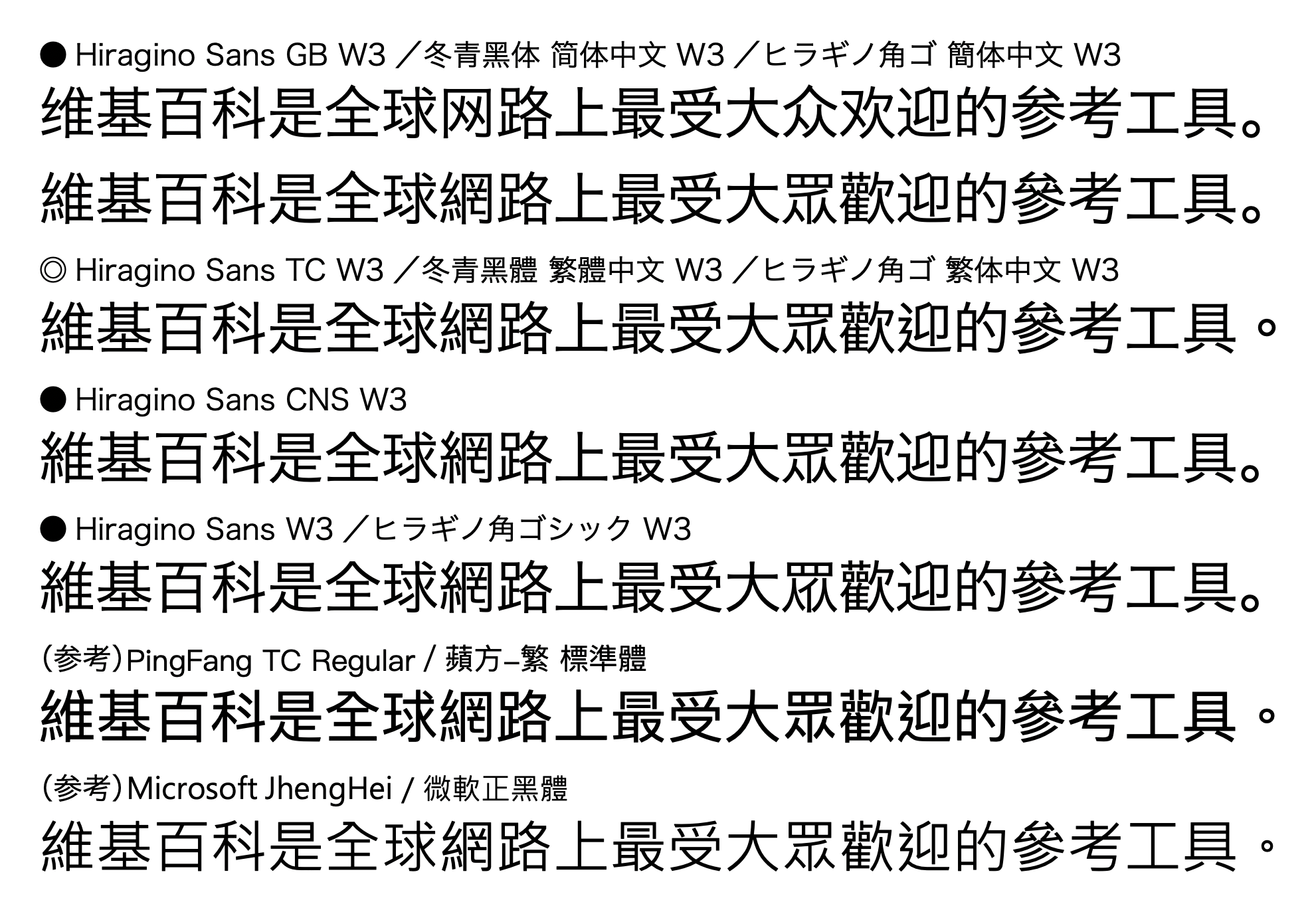
ヒラギノ角ゴの簡体中文版・繁体中文版（2種）・日本語版の字形の比較。参考として蘋方-繁と微軟正黑體のものを添えた。●（黒丸）印はmacOS Big Surに付属するヒラギノ角ゴ書体を示す。

ヒラギノ角ゴシック体の簡体字中国語版。日本企業によるフォント製品として初めて中華人民共和国政府から国家規格GB 18030への適合認証を受けた。開発に当たっては中国のフォントベンダ・北京漢儀科印信息技術有限公司の協力を受けた。2008年に発表、2009年にMac OS X Snow Leopardに搭載され、同年発売された。簡体字中国語名「冬青黑体简体中文」、繁体字中国語名「冬青黑體簡體中文」、英語名「Hiragino Sans GB」、日本語名「ヒラギノ角ゴ 簡体中文」。macOS付属のものでは日本語名がフォントファイルに設定されていない場合がある。W3/W6の2ウエイトがある。
2020年12月、ヒラギノ角ゴ 簡体中文 Stdが発売された（日本国内での発売は2021年5月、MORISAWA PASSPORTへの収録は同年10月）。W1/W2/W3/W4/W5/W6の6ウエイトがある。文字セットはGB 2312。

### ヒラギノ角ゴ 繁体中文
ヒラギノ角ゴシック体の繁体字中国語版。2017年に発売された。繁体字中国語名「冬青黑體繁體中文」、簡体字中国語名「冬青黑体繁体中文」、日本語名「ヒラギノ角ゴ 繁体中文」、英語名「Hiragino Sans TC」。先行して2016年に「Hiragino Sans CNS」としてmacOS Sierraに搭載された。以降、Big SurまでのmacOSに付属するHiragino Sans CNSと、製品版・MORISAWA PASSPORT版Hiragino Sans TCとではグリフが一致しない文字がある。

### ヒラギノ丸ゴ オールド
ヒラギノ丸ゴシック体のオールド版。2022年に発売された。W4/W6/W8の3ウエイトがある。